# Trichorsidis hiekei
Trichorsidis hiekei là một loài bọ cánh cứng trong họ Cerambycidae.